# Eningen unter Achalm
Eningen unter Achalm è un comune tedesco di 10 936 abitanti, situato nel land del Baden-Württemberg.